# Ligidium birsteini
Ligidium birsteini là một loài chân đều trong họ Ligiidae. Loài này được Borutzkii miêu tả khoa học năm 1950.